# Alice au pays des merveilles (bande originale)
Pour les articles homonymes, voir Alice au pays des merveilles (homonymie).
Albums de Danny Elfman
Hôtel Woodstock
(2009) Wolfman
(2010)
Alice in Wonderland, est la bande originale distribué par Walt Disney Records, du film américain, Alice au pays des merveilles de Tim Burton, sortis en 2010.

## Liste des titres

### Versionaméricaineeteuropéenne
Toute la musique est composée par Danny Elfman.
| 1.    | Alice's Theme              | 5:07 |
| 2.    | Little Alice               | 1:34 |
| 3.    | Proposal/Down the Hole     | 2:58 |
| 4.    | Doors                      | 1:51 |
| 5.    | Drink Me                   | 2:48 |
| 6.    | Into the Garden            | 0:50 |
| 7.    | Alice Reprise #1           | 0:26 |
| 8.    | Bandersnatched             | 2:42 |
| 9.    | Finding Absolem            | 2:41 |
| 10.   | Alice Reprise #2           | 0:38 |
| 11.   | The Cheshire Cat           | 2:07 |
| 12.   | Alice And Bayard's Journey | 4:04 |
| 13.   | Alice Reprise #3           | 0:24 |
| 14.   | Alice Escapes              | 1:07 |
| 15.   | The White Queen            | 0:36 |
| 16.   | Only a Dream               | 1:25 |
| 17.   | The Dungeon                | 2:18 |
| 18.   | Alice Decides              | 3:14 |
| 19.   | Alice Reprise #4           | 1:01 |
| 20.   | Going to Battle            | 2:41 |
| 21.   | The Final Confrontation    | 1:41 |
| 22.   | Blood of the Jabberwocky   | 2:37 |
| 23.   | Alice Returns              | 3:14 |
| 24.   | Alice Reprise #5           | 2:55 |
| 50:59 |                            |      |

### Version promoeuropéenne
Toute la musique est composée par Danny Elfman.
| 1.    | Alice's Theme             | 5:07 |
| 2.    | The Proposal/Rabbit Chase | 1:34 |
| 3.    | Down the Hole             | 2:58 |
| 4.    | Drink Me                  | 1:51 |
| 5.    | In Court                  | 2:48 |
| 6.    | Bayard & White Queen      | 0:49 |
| 7.    | Liars/Vorpal Sword        | 0:26 |
| 8.    | Alice Escapes             | 2:42 |
| 9.    | Execution                 | 2:41 |
| 10.   | Only a Dream              | 0:38 |
| 11.   | Alice Decides, Part 1     | 2:07 |
| 12.   | Alice Decides, Part 2     | 4:04 |
| 13.   | Alice Decides, Part 3     | 0:24 |
| 14.   | Going To Battle, Part 3   | 1:07 |
| 15.   | Alice Returns             | 0:36 |
| 29:57 |                           |      |

## Autour de l'album
- C'est la douzième collaboration entre Danny Elfman et Tim Burton.
- Outre les musiques de Danny Elfman présentes sur l'album, on entend les deux morceaux suivants dans le film :
  - In Transit (4:02) « En trame sonore durant tout le film »
    - Composés et interprétés par Mark Hoppus et Pete Wentz.

  - Alice (Underground)[2] (3:34) « En premier générique de fin du film »
    - Interprété par Avril Lavigne.
    - Composé par Avril Lavigne et coécrit avec Butch Walker.

## Commentaires
- Il existe quatre versions de la bande son[3], toutes éditées par Walt Disney Records. Une version américaine et européenne, sortie en 2010 et comportant toutes les deux 24 pistes. Une version japonaise comportant 25 pistes (la piste 3. "Proposal / Down the Hole", a été divisée en deux pistes, ce qui donne 3.Proposal 4.Down the Hole). Et une version européenne dite "promo" comportant 15 pistes.